# Austria la Concursul Muzical Eurovision

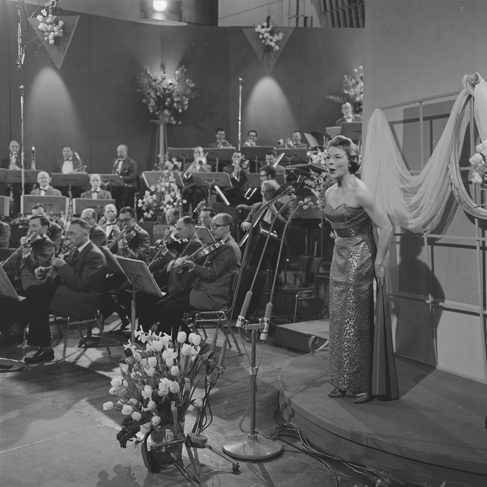
Liane Augustin la Hilversum (1958)

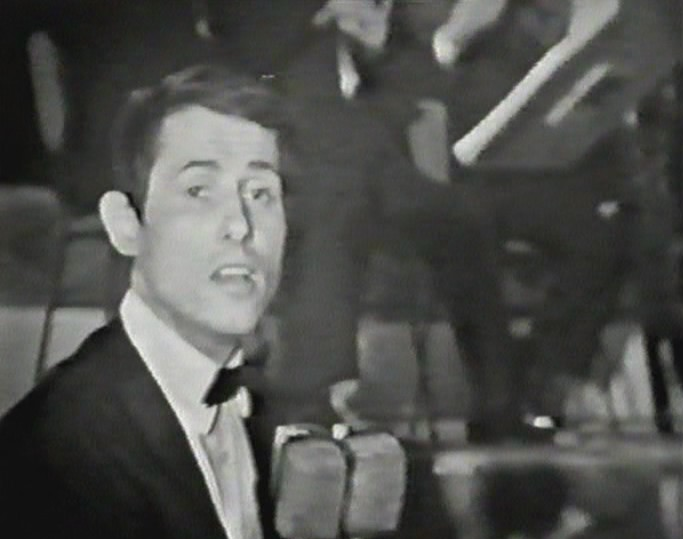
Udo Jürgens la Napoli (1965)

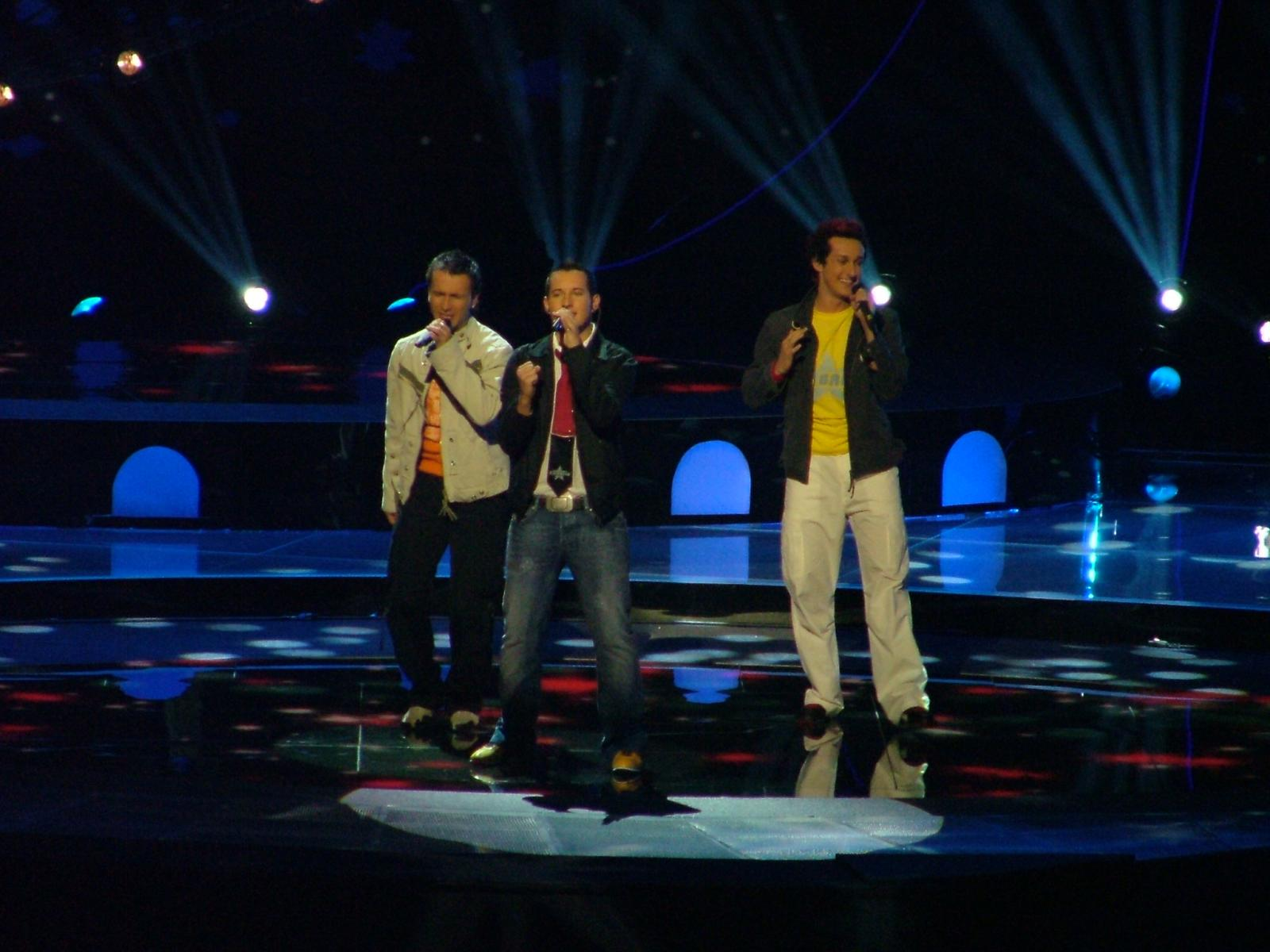
Tie Break la Istambul (2004)

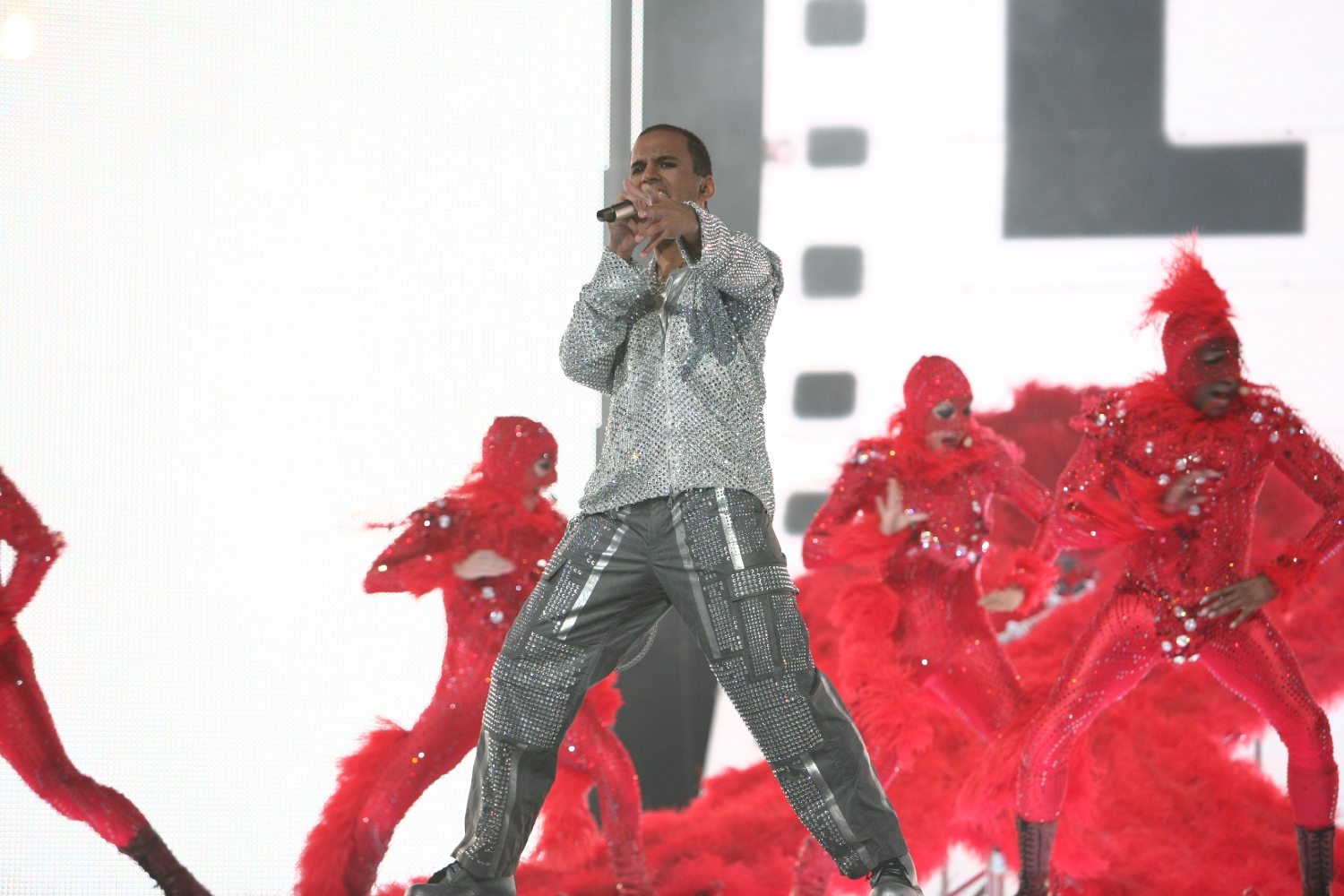
Eric Papilaya la Helsinki (2007)

Austria a apărut frecvent la Concursul Eurovision. Țara a câștigat de trei ori, și anume în 1966, cu melodia „Merci Chérie”. de Udo Jürgens, în 2014, cu melodia „Rise Like a Phoenix” de Conchita Wurst și în 2025 cu melodia "Wasted Love" de JJ.

## Absențe
Austria nu a participat la câteva concursuri. Primul a fost în 1969, care s-a desfășurat la Madrid. Cum Spania, la vremea aceea, era condusă de Francisco Franco, Austria a ales să boicoteze concursul. John Kennedy O'Connor subliniază faptul că deși Austria a dat 2 puncte Spaniei în 1968 și că Spania a caștigat cu diferență de un punct de a doua clasată, protestul politic a fost, probabil, necinstit.
În anul următor, Austria iar a lipsit. Acest lucru s-a datorat, rezultatului fără precedent din 1969, în care 4 țări au terminat la egalitate pe primul loc, un rezultat care a determinat, de asemenea, multe țări sa renunțe.
Din 1973 până în 1975, Austria nu a mai participat. Motivul pentru aceasta hotărâre nu se știe, cu toate acestea, sistemul de votare utilizat în unul din concursuri, care permitea tuturor participanților să primească un anumit număr de puncte, ar fi fost un motiv.
Țara nu a putut participa în 1998 și 2001, datorită rezultatelor slabe din ultimii 5 ani.
Înainte de concursul din 2006, Austria a anunțat că nu va participa, ca protest a rezultatelor slabe din ultimii ani, argumentând că talentul muzical al artiștilor nu mai este un factor determinant în succesul concursului. Țara a revenit în 2007, dar a terminat antepenultima în semifinală. ORF a anunțat că, rezultatul din 2007 și interesul telespectatorilor din Austria, ar fi un motiv bun să nu participe în 2008. Directorul de program al ORF, Wolfgang Lorenz a anunțat că Austria ar putea ieși din concurs pe termen nelimitat, afirmand: "În cazul în care situația se schimbă, vom fi bucuroși să participăm din nou.". În ciuda faptului că Austria s-a retras din concurs, ORF a difuzat concursul.
Cu toate acestea, Edgar Böhm, director de divertisment al ORF, a declarat că formatul de semifinala "include inca un amestec de țări care sunt favorizate, din puncte de vedere al votului politic." și "că, dacă nu va aparea o orientare clară, a organizării semifinalelor, de către EBU, Austria nu va participa în 2009 la Moscova". ORF a decis să nu participe în concursul din 2009, dar a difuzat finala, la fel ca și în anul 2008. EBU a anunțat că vor face tot posibilul să aducă înapoi Austria în 2010, împreuna cu Monaco și Italia. S-a confirmat, totuși, că Austria nu se va întoarce în concursul din 2010 din Oslo. În iulie 2010, președintele ORF, Alexander Wrabetz, a anunțat că Austria se va întoarce în concurs, în 2011, deoarece concursul a avut loc în țara vecină Germania.

## Participări

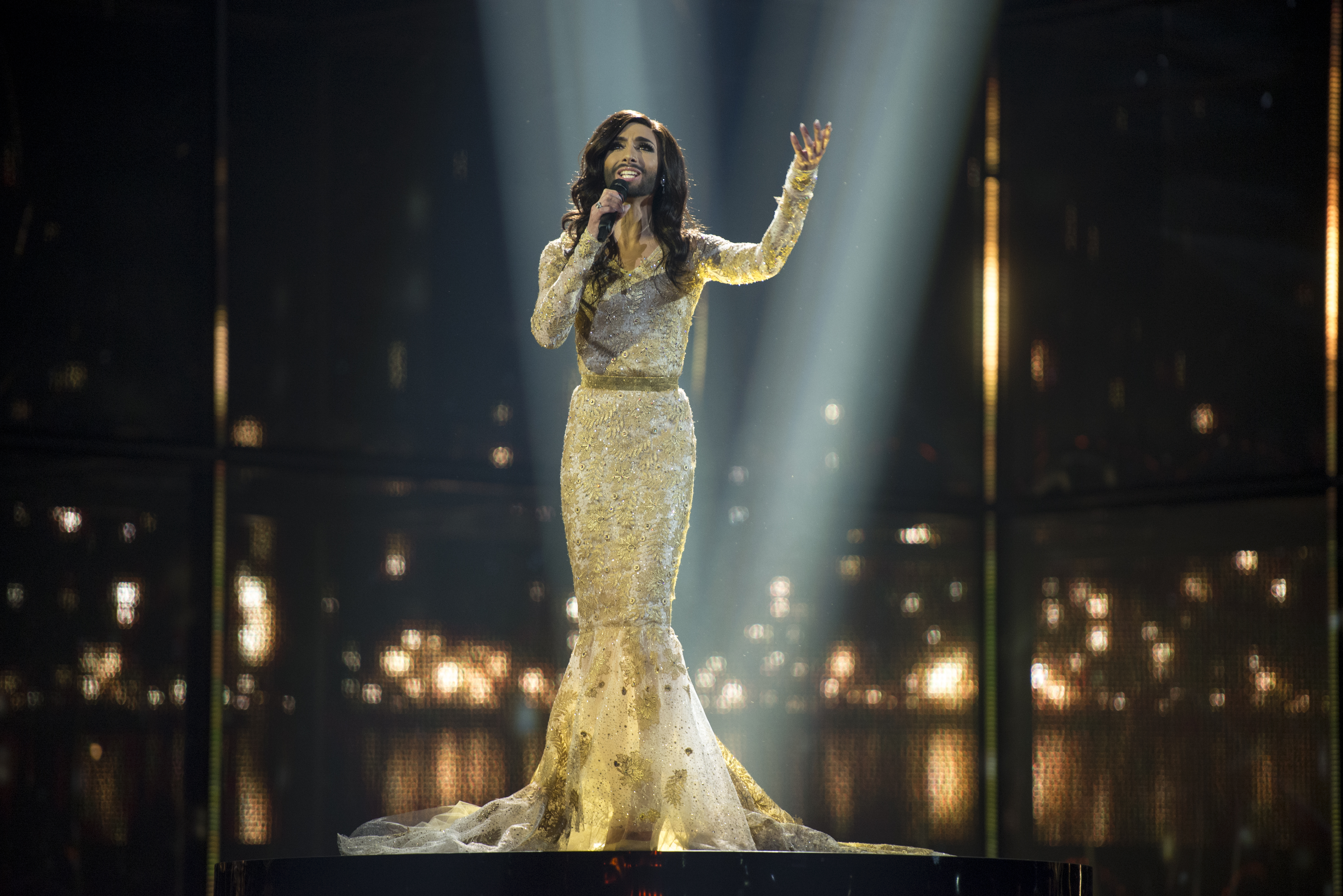
Conchita Wurst la Copenhaga (2014)

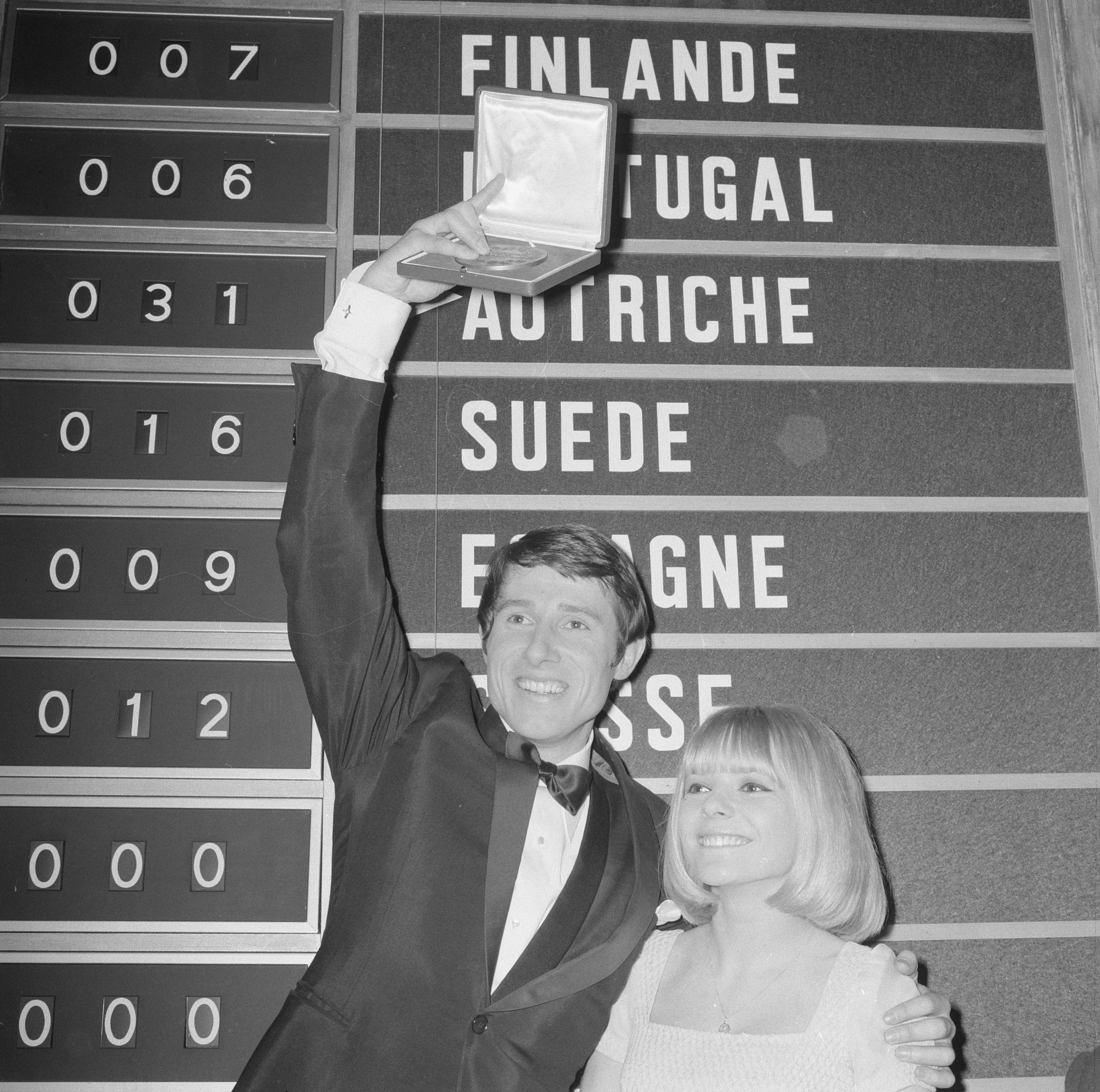
Udo Jürgens sărbătorind câștigarea Concursului Muzical Eurovision 1966 la Luxemburg

| An   | Gazda      | Artist                | Titlu                                 | Finala           | Puncte           | Semi   | Puncte |
| ---- | ---------- | --------------------- | ------------------------------------- | ---------------- | ---------------- | ------ | ------ |
| 1957 | Frankfurt  | Bob Martin            | "Wohin, kleines Pony?"                | 10               | 3                | N/A    | N/A    |
| 1958 | Hilversum  | Liane Augustin        | "Die ganze Welt braucht Liebe"        | 5                | 8                | N/A    | N/A    |
| 1959 | Cannes     | Ferry Graf            | "Der K und K Kalypso aus Wien"        | 9                | 4                | N/A    | N/A    |
| 1960 | Londra     | Harry Winter          | "Du hast mich so fasziniert"          | 7                | 6                | N/A    | N/A    |
| 1961 | Cannes     | Jimmy Makulis         | "Sehnsucht"                           | 15               | 1                | N/A    | N/A    |
| 1962 | Luxemburg  | Eleonore Schwarz      | "Nur in der Wiener Luft"              | 13               | 0                | N/A    | N/A    |
| 1963 | Londra     | Carmela Corren        | "Vielleicht geschieht ein Wunder"     | 7                | 16               | N/A    | N/A    |
| 1964 | Copenhaga  | Udo Jürgens           | "Warum nur, warum?"                   | 6                | 11               | N/A    | N/A    |
| 1965 | Napoli     | Udo Jürgens           | "Sag ihr, ich laß sie grüßen"         | 4                | 16               | N/A    | N/A    |
| 1966 | Luxemburg  | Udo Jürgens           | "Merci, Chérie"                       | 1                | 31               | N/A    | N/A    |
| 1967 | Viena      | Peter Horton          | "Warum es hunderttausend Sterne gibt" | 14               | 2                | N/A    | N/A    |
| 1968 | Londra     | Karel Gott            | "Tausend Fenster"                     | 13               | 2                | N/A    | N/A    |
| 1971 | Dublin     | Marianne Mendt        | "Musik"                               | 16               | 66               | N/A    | N/A    |
| 1972 | Edinburgh  | Milestones            | "Falter im Wind"                      | 5                | 100              | N/A    | N/A    |
| 1976 | Haga       | Waterloo & Robinson   | "My Little World"                     | 5                | 80               | N/A    | N/A    |
| 1977 | Londra     | Schmetterlinge        | "Boom Boom Boomerang"                 | 17               | 11               | N/A    | N/A    |
| 1978 | Paris      | Springtime            | "Mrs. Caroline Robinson"              | 15               | 14               | N/A    | N/A    |
| 1979 | Ierusalim  | Christina Simon       | "Heute in Jerusalem"                  | 18               | 5                | N/A    | N/A    |
| 1980 | Haga       | Blue Danube           | "Du bist Musik"                       | 8                | 64               | N/A    | N/A    |
| 1981 | Dublin     | Marty Brem            | "Wenn du da bist"                     | 17               | 20               | N/A    | N/A    |
| 1982 | Harrogate  | Mess                  | "Sonntag"                             | 9                | 57               | N/A    | N/A    |
| 1983 | München    | Westend               | "Hurricane"                           | 9                | 53               | N/A    | N/A    |
| 1984 | Luxemburg  | Anita                 | "Einfach weg"                         | 19               | 5                | N/A    | N/A    |
| 1985 | Göteborg   | Gary Lux              | "Kinder dieser Welt"                  | 8                | 60               | N/A    | N/A    |
| 1986 | Bergen     | Timna Brauer          | "Die Zeit ist einsam"                 | 18               | 12               | N/A    | N/A    |
| 1987 | Bruxelles  | Gary Lux              | "Nur noch Gefühl"                     | 20               | 8                | N/A    | N/A    |
| 1988 | Dublin     | Wilfried              | "Lisa Mona Lisa"                      | 21               | 0                | N/A    | N/A    |
| 1989 | Lausanne   | Thomas Forstner       | "Nur ein Lied"                        | 5                | 97               | N/A    | N/A    |
| 1990 | Zagreb     | Simone                | "Keine Mauern mehr"                   | 10               | 58               | N/A    | N/A    |
| 1991 | Roma       | Thomas Forstner       | "Venedig im Regen"                    | 22               | 0                | N/A    | N/A    |
| 1992 | Malmö      | Tony Wegas            | "Zusammen geh'n"                      | 10               | 63               | N/A    | N/A    |
| 1993 | Millstreet | Tony Wegas            | "Maria Magdalena"                     | 14               | 32               | N/A    | N/A    |
| 1994 | Dublin     | Petra Frey            | "Für den Frieden der Welt"            | 17               | 19               | N/A    | N/A    |
| 1995 | Dublin     | Stella Jones          | "Die Welt dreht sich verkehrt"        | 13               | 67               | N/A    | N/A    |
| 1996 | Oslo       | George Nussbaumer     | "Weil's dr guat got"                  | 10               | 68               | N/A    | N/A    |
| 1997 | Dublin     | Bettina Soriat        | "One Step"                            | 21               | 12               | N/A    | N/A    |
| 1999 | Ierusalim  | Bobbie Singer         | "Reflection"                          | 10               | 65               | N/A    | N/A    |
| 2000 | Stockholm  | The Rounder Girls     | "All to You"                          | 14               | 34               | N/A    | N/A    |
| 2002 | Tallinn    | Manuel Ortega         | "Say a Word"                          | 18               | 26               | N/A    | N/A    |
| 2003 | Riga       | Alf Poier             | "Weil der Mensch zählt"               | 6                | 101              | N/A    | N/A    |
| 2004 | Istanbul   | Tie Break             | "Du bist"                             | 21               | 9                | X      | X      |
| 2005 | Kiev       | Global Kryner         | "Y así"                               | Nu s-a calificat | Nu s-a calificat | 21     | 30     |
| 2007 | Helsinki   | Eric Papilaya         | "Get a Life – Get Alive"              | Nu s-a calificat | Nu s-a calificat | 27     | 4      |
| 2011 | Düsseldorf | Nadine Beiler         | "The Secret Is Love"                  | 18               | 64               | 7      | 69     |
| 2012 | Baku       | Trackshittaz          | "Woki mit deim Popo"                  | Nu s-a calificat | Nu s-a calificat | 18     | 8      |
| 2013 | Malmo      | Natália Kelly         | "Shine"                               | Nu s-a calificat | Nu s-a calificat | 14     | 27     |
| 2014 | Copenhaga  | Conchita Wurst        | "Rise Like a Phoenix"                 | 1                | 290              | 1      | 169    |
| 2015 | Viena      | The Makemakes         | "I Am Yours"                          | 26               | 0                | X      | X      |
| 2016 | Stockholm  | Zoë                   | "Loin D'Ici"                          | 13               | 151              | 7      | 170    |
| 2017 | Kiev       | Nathan Trent          | "Running On Air"                      | 16               | 93               | 7      | 147    |
| 2018 | Lisabona   | Cesár Sampson         | "Nobody but you"                      | 3                | 342              | 4      | 231    |
| 2019 | Tel Aviv   | Paenda                | "Limits"                              | Nu s-a calificat | Nu s-a calificat | 17     | 21     |
| 2020 | Rotterdam  | Vincent Bueno         | "Alive"                               | Anulat           | Anulat           | Anulat | Anulat |
| 2021 | Rotterdam  | Vincent Bueno         | "Amen"                                | Nu s-a calificat | Nu s-a calificat | 12     | 66     |
| 2022 | Torino     | Lumix feat. Pia Maria | "Halo"                                | Nu s-a calificat | Nu s-a calificat | 15     | 42     |
| 2023 | Liverpool  | Teya și Salena        | "Who the Hell Is Edgar?"              | 15               | 120              | 2      | 137    |
| 2024 | Malmö      | Kaleen                | "We Will Rave"                        | 24               | 24               | 9      | 46     |
| 2025 | Basel      | JJ                    | "Wasted Love"                         | 1                | 436              | 5      | 104    |

## Gazdă
| An   | Oraș  | Locație                            | Prezentator                                            |
| ---- | ----- | ---------------------------------- | ------------------------------------------------------ |
| 1967 | Viena | Großer Festsaal der Wiener Hofburg | Erika Vaal                                             |
| 2015 | Viena | Wiener Stadthalle                  | Alice Tumler, Mirjam Weichselbraun, Arabella Kiesbauer |
| 2026 |       |                                    |                                                        |

## Comentatori
| An        | Commentator      |
| --------- | ---------------- |
| 1957-1963 | Peter Alexander  |
| 1964-1966 | Willy Kralik     |
| 1967      | Paul Lendvai     |
| 1968      | Willy Kralik     |
| 1969-1978 | Ernst Grissemann |
| 1979      | Max Schautzer    |
| 1980-1989 | Ernst Grissemann |
| 1990      | Barbara Stöckl   |
| 1991-1998 | Ernst Grissemann |
| 1999-2011 | Andi Knoll       |